# Naša Stranka
Naša Stranka (cirillico: Наша странка, NS/НС, in italiano: "Il Nostro Partito") è un partito politico bosniaco di ispirazione socioliberale, fondato nel 2008.
La formazione, guidata da Edin Forto, si prefigge il superamento della prevalenza dei partiti di matrice nazionalista nel sistema politico del Paese.

## Storia
Alle elezioni generali del 2010 si è presentato in una lista unica insieme al Nuovo Partito Socialista, ottenendo l'1,17% (11 917 voti) nella Federazione Croato-Musulmana e l'1,21% (7 518 voti) nella Repubblica Serba, non ottenendo alcun parlamentare.
Ha invece ottenuto un rappresentante (Predrag Kojović)  nella Camera dei popoli della Federazione di Bosnia ed Erzegovina, una delle due componenti dello stato bosniaco, assieme alla Repubblica Serba.